# Браду (Њамц)
Браду (рум. Bradu) насеље је у Румунији у округу Њамц у општини Гринциеш. Oпштина се налази на надморској висини од 579 m.

## Становништво
Према подацима из 2002. године у насељу је живело 797 становника, од којих су сви румунске националности.